# Micrathena soaresi
Micrathena soaresi är en spindelart som beskrevs av Levi 1985. Micrathena soaresi ingår i släktet Micrathena och familjen hjulspindlar. Inga underarter finns listade i Catalogue of Life.